# Incidente aereo di Sinnai
L'incidente aereo di Sinnai fu un disastro aereo avvenuto il 26 gennaio del 1953 in Sardegna.

## Descrizione
Tra le ore 11,47 ed 11,49 un aereo della compagnia aerea LAI codificato I-LAIL, partito pochi minuti prima dall'aeroporto di Cagliari con destinazione Roma Ciampino, precipitò al suolo a circa quattro chilometri in territorio di Sinnai provocando la morte di tutte le 19 persone che si trovavano a bordo.
Il volo era uno dei tre collegamenti che la compagnia aerea quotidianamente svolgeva tra la Capitale e lo scalo dell'isola, ma, a causa della scarsezza di passeggeri, era stato deciso di sopprimere temporaneamente il volo di metà mattina - quello dell'incidente - in partenza alle 11,40 e contrassegnato come 401-Bis, per cui quello era il penultimo giorno in cui veniva effettuato.
Lo schianto fu terribile, e a detta di molti soccorritori fu impossibile identificare e ricomporre molti dei corpi delle vittime Poco prima della sciagura il comandante dell'apparecchio, Giacomo Solaini, aveva avvisato l'aeroporto di Cagliari che l'aereo sarebbe rientrato, senza specificare i motivi di questa decisione. Poi più nulla.
Subito dopo il disastro fu nominata dal Ministero della difesa una commissione di inchiesta, presieduta dal generale dell'aviazione Enrico Biani. Nei primi giorni successivi al disastro furono avanzate, anche sulla base di alcune testimonianze di pastori che si trovavano nella zona dell'evento, due ipotesi sulla sua possibile origine: un cedimento strutturale del velivolo, in particolare di un'ala, oppure condizioni atmosferiche particolarmente avverse. Nel luogo della sciagura è stato eretto un cippo commemorativo.

## I risultati dell'inchiesta
La commissione ministeriale comunicò già il 31 gennaio 1953 i risultati della sua indagine. Nella relazione si sostenne che il disastro era stato causato dalla "rottura in volo della semiala destra causata da improvvise sollecitazioni dinamiche a carattere assolutamente eccezionale". Ciò era dovuto al fatto che "l'aereo è entrato improvvisamente in un vortice, la caratteristica tromba d'aria, che ha provocato la rottura dell'ala". "Il verificarsi di condizioni così avverse al volo" - concludeva il rapporto della Commissione - "rappresenta un fatto di rarità ed eccezionalità uniche".

## Strascichi legali
Alcuni mesi dopo il disastro, nel luglio del 1953, la signora Negro Costantini, vedova di una delle vittime, citò in giudizio la LAI per vedere riconosciuto a sé ed ai figli un risarcimento per la perdita del consorte. Nell'atto di citazione si sosteneva che il velivolo DC 3 - impropriamente noto anche come Dakota - caduto a Sinnai, era in realtà un residuato bellico, tolto dall'impiego al fronte già nel 1944, rimasto fermo sino al 1949 in un campo dell'ARAR e poi acquisito come rottame.
Non sono al momento reperibili notizie sull'esito di tale vertenza.

## Le vittime
Nel disastro persero la vita 19 persone. 
Sul volo della sciagura si sarebbero dovuti trovare i giocatori del Fanfulla, di ritorno dalla partita, giocata a Cagliari, del campionato di Serie B. Per una fortunata coincidenza la società decise di cambiare i biglietti con quelli del volo precedente. Nell'incidente persero la vita Marco Baroni, il massaggiatore della squadra, il commissario di campo Renato Gianni e l'arbitro torinese Ermanno Silvano. Oltre a loro, morirono altri 12 passeggeri: Aldo Costantini (Torino),  Alfonso Mauro (Roma), Ernesto Scola (Milano), Luigi Lotto (Lanusei), Maria Tesori (Frosinone), Angela Fossati (Modena), Cecilia ed Annamaria Coen (Napoli), Carlo Dragoni (Roma), Antonio Mannunza (Cagliari), Cristoforo Murrocco (Roma), Cristoforo Magnasco (Roma). 
I quattro membri dell'equipaggio periti furono: il comandante Giacomo Solaini, il secondo pilota Carlo Schimdt, il marconista Emerico Rosselli e la hostess Lina Lustrati.

## Coincidenze
A pochi chilometri di distanza, sul fianco di un costone roccioso di una delle creste del Monte "Sette Fratelli", sempre in località del Comune di Sinnai, intorno alle ore 4,30 della notte del 23 febbraio 2004 si schiantò un bimotore Cessna 500 (volo City-Jet 124) proveniente da Roma. Il gravissimo incidente sarà qui addebitato (a seguito di inchiesta) ad errore del pilota. A bordo era trasportato un cuore prelevato all'ospedale San Camillo di Roma e destinato ad un paziente in attesa di trapianto presso l'ospedale San Michele di Cagliari. Le sei persone a bordo, i tre dell'equipaggio ed i tre sanitari dell'equipe medica, morirono nell'incidente. Per una strana coincidenza sia tra le vittime del 1953 che tra quelle del 2004 era presente un cardiochirurgo